# Ziemblice
Ziemblice – wieś w Polsce położona w województwie świętokrzyskim, w powiecie staszowskim, w gminie Staszów.

## Historia
Jan Bogusz herbu Półkozic z Ziemblic w 1621 zeznał zapis dożywocia wraz z żoną, Katarzyną Czuryłówną, 1-mo voto Stanisławową Kunatową
W latach 1975–1998 miejscowość administracyjnie należała do województwa tarnobrzeskiego.

## Dawne części wsi – obiekty fizjograficzne
W latach 70. XX wieku przyporządkowano i opracowano spis lokalnych części integralnych dla Ziemblic zawarty w tabeli 1.

| Nazwa wsi – miasta    | Nazwy części wsi – miasta | Nazwy obiektów fizjograficznych – charakter obiektu |
| --------------------- | ------------------------- | --- |
| I. Gromada KONIEMŁOTY |                           | |
| 1. Ziemblice          | 1. Ostrowiec 2. Porąbka   | 1. Chrusty — las, pole 2. Dodatki — pole, łąka 3. Ogroniec — pole 4. Ostrowiec — pole 5. Pod Krzakami — pole 6. Porąbka — pole 7. Przymiarki Duże — pole 8. Przymiarki Małe — pole 9. Siedleckie — pole |